# Supercalifragilisticexpialidocious
«Supercalifragilisticexpialidocious» —titulada en la versión en español como «Supercalifragilisticoespialidoso»— es el título de una canción de la película de Disney Mary Poppins (1964). La canción describe la forma milagrosa en la que uno puede salir airoso de situaciones difíciles, e incluso de cambiar su propia vida.
La canción aparece en un tramo de la película en la que Mary Poppins es entrevistada por periodistas después de ganar una carrera de caballos; un periodista le pregunta si no tiene palabras para describir lo que siente, entonces comienza una secuencia animada y Poppins empieza a cantar sobre una palabra que expresa sus sentimientos en ese momento: supercalifragilisticoexpialidoso.

## Cantidad de letras
La palabra original en idioma inglés está formada por 34 letras (Supercalifragilisticexpialidocious), mientras que la palabra en español (Supercalifragilisticoexpialidoso) cuenta con 32 caracteres. Esto se debe al cambio del sufijo, según el idioma al que se traduzca, de acuerdo con la forma en que terminan la mayoría de los adjetivos que integran cada verso de la letra de la canción para que se consiga producir la rima o igualdad entre los sonidos de dos o más palabras. La palabra es más larga en idioma alemán, que cuenta con 37 letras: Superkalifragilistischexpiallegetisch.

## Al revés
Mary Poppins tiene, en teoría, la facilidad y la fluidez de pronunciar esta palabra, que hasta la puede mencionar al revés:
- En inglés supercalifragilisticexpialidocious al revés es docious-ali-expi-listic-fragi-cali-repus, es decir, separa la palabra en grupos de letras y cambia el orden de los grupos dejando intacto el orden de las letras, salvo en el caso de super que sí pasa a repus.
- En español de España se pronuncia al revés sílaba por sílaba: sodoliapiescotilisgifralicapersu
- En español de Hispanoamérica se dice la palabra al revés letra por letra: osodilaipxeocitsiligarfilacrepus.
- También en la versión de México para discos de vinilo del año 1966 y con letra de Edmundo Santos, la palabra está separada de la misma forma inglesa original. Se dejó en doso-expiali-listico-frágil-cali-super. Estos discos se comercializaron como disco-cuentos en Hispanoamérica en 45 rpm y 33 rpm y también en España con el sello de la discográfica Hispavox.

## Autores del tema musical
Los autores de «Supercalifragilisticexpialidocious» son los hermanos Richard M. Sherman y Robert B. Sherman, quienes han realizado un importante número de composiciones musicales para The Walt Disney Company.
La versión castellana fue realizada en 1965 por el grupo vallisoletano Los Jollys, compuesto por Elena Vázquez Minguela, Antonio Pérez Gutiérrez y Benjamín Santos Calongue. Dicho grupo más tarde pasó a ser conocido como Los Mismos, autores de la conocida canción veraniega de «El puente».

## Otras interpretaciones
Para el año 2017 en el disco "We Love Disney" de Latinoamérica, el grupo musical mexicano-estadounidense La Santa Cecilia hizo un trasero a su modo de la canción, cambiando algunas cosas de la letra original.

## Galería de imágenes

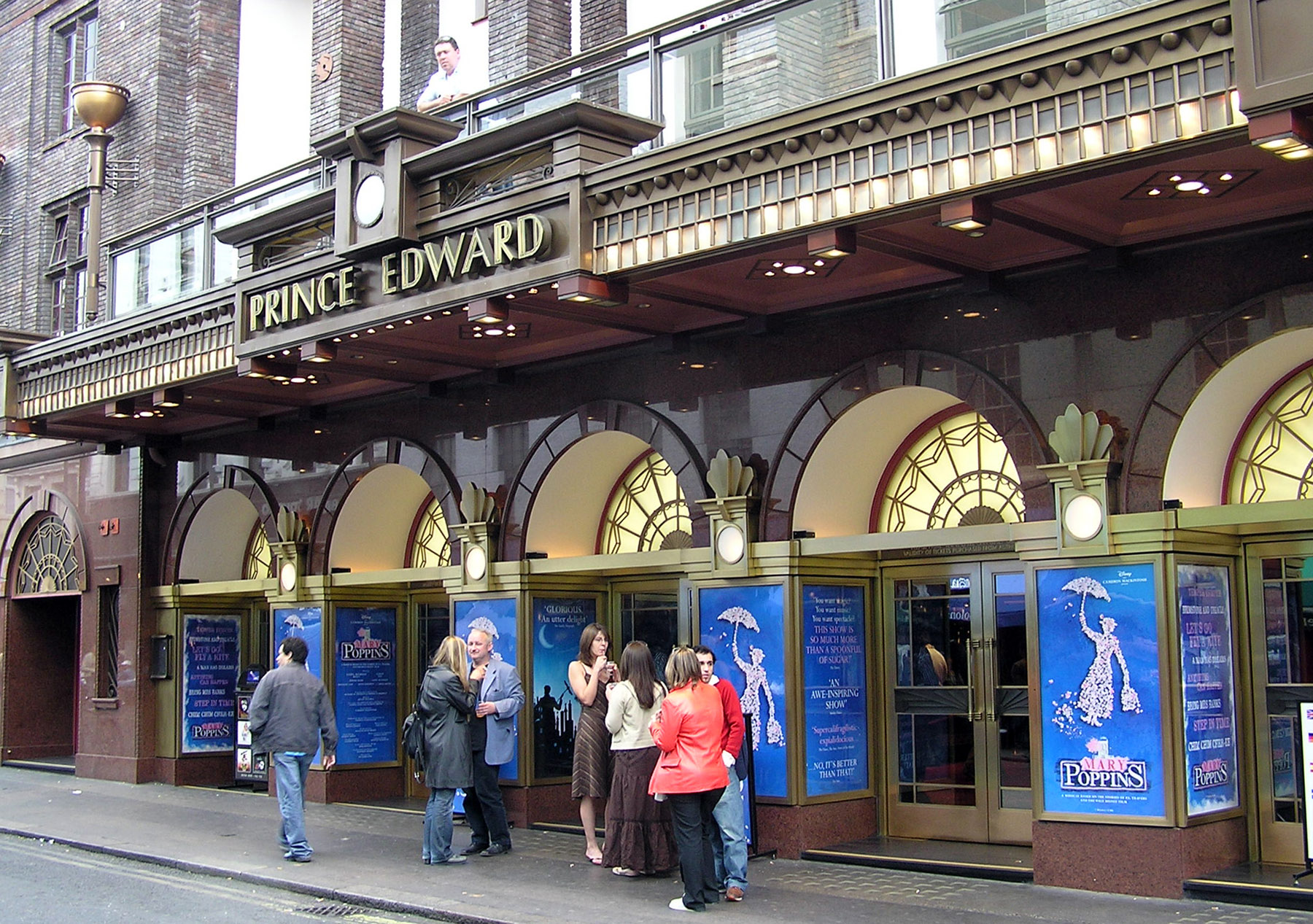
Teatro "Prince Edward" (representación musical de Mary Poppins; 2005).
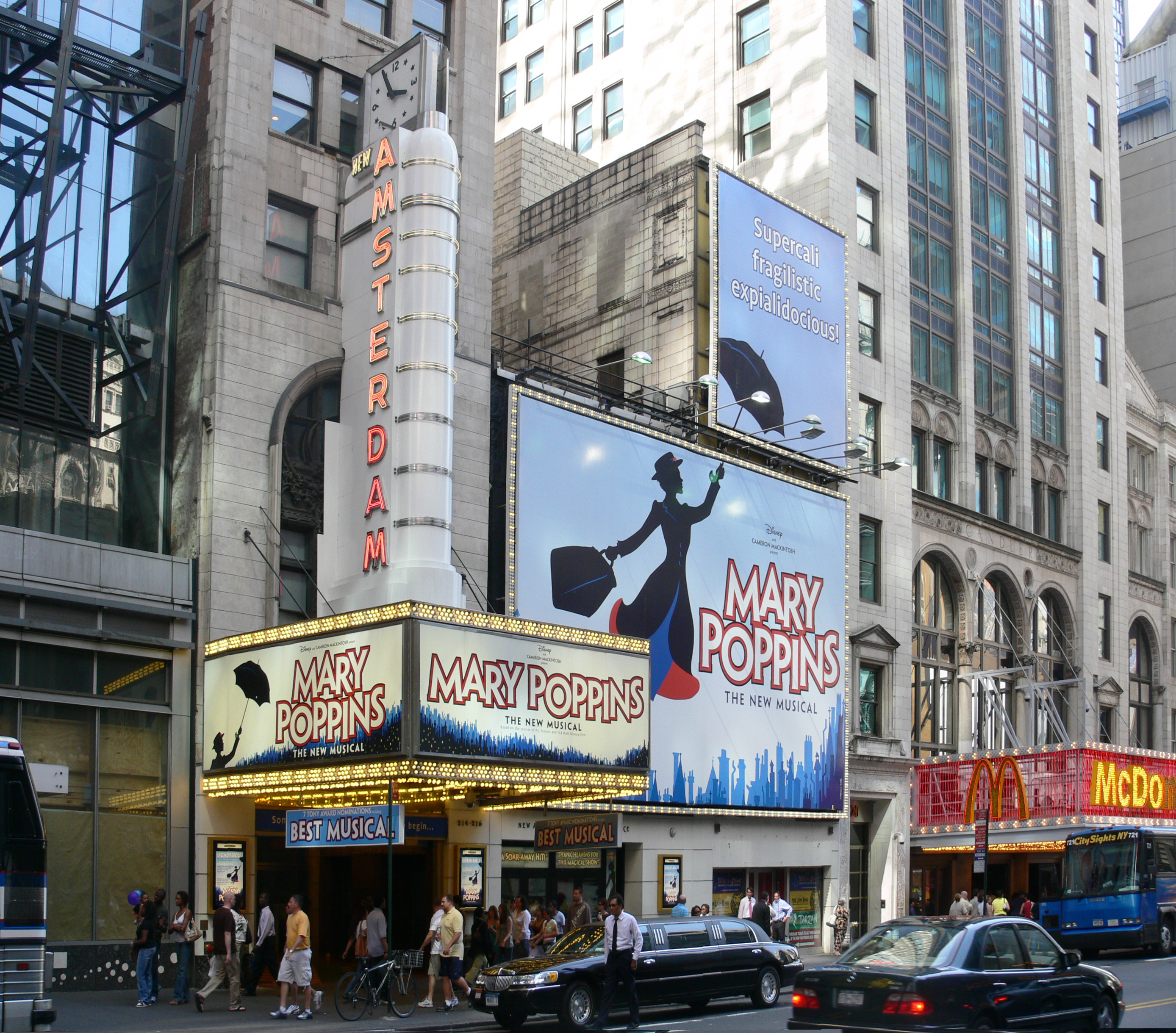
Cartelera en el The New Amsterdam Theatre de la ciudad de Nueva York (representación musical de Mary Poppins; 2007).